# Malak
Malak är ett arabiskt förnamn som betyder ängel. Det kan användas för både kvinnor och män.